# 25. Primetime Emmy-gála
A 25. Primetime Emmy-gála során az 1972 és 1973 között főműsoridőben bemutatott, amerikai televíziós programokat értékelték. A jelölteket az Academy of Television Arts & Sciences választotta ki. A Los Angeles-i Shubert Theatreben tartott ceremóniát az ABC tűzte műsorra 1973. május 20-án. A műsor házigazdája Johnny Carson volt.

## Győztesek és jelöltek
A nyertesek félkövérrel jelölve.

### Műsorok
| Legjobb vígjátéksorozat | Legjobb drámasorozat |
| --- | --- |
| - All in the Family (CBS) - MASH (CBS) - The Mary Tyler Moore Show (CBS) - Maude (CBS) - Sanford and Son (NBC) | - The Waltons (CBS) - Cannon (CBS) - Columbo (NBC) - Hawaii Five-O (CBS) - Kung Fu (ABC) - Mannix (CBS) |
| Legjobb varieté szkeccssorozat | Legjobb modern zenei műsor |
| - The Julie Andrews Hour (ABC) - The Carol Burnett Show (CBS) - The Dick Cavett Show (ABC) - The Flip Wilson Show (NBC) - The Sonny & Cher Comedy Hour (CBS) | - Liza with a Z (NBC) - Applause (CBS) - Once Upon a Mattress (CBS) |
| Legjobb napi drámasorozat | Legjobb napi műsor |
| - The Edge of Night (CBS) - Ármány és szenvedély (NBC) - The Doctors (NBC) - One Life to Live (ABC) | - Dinah's Place (NBC) - Three on a Match (NBC) – Bill Cullen - The Hollywood Squares (NBC) - The Hollywood Squares (NBC) – Paul Lynde - The Hollywood Squares (NBC) – Peter Marshall - Jeopardy! (NBC) - The Mike Douglas Show (szindikált sugárzás) - Password All Stars (ABC) |
| Legjobb informatív gyerekműsor | Legjobb szórakoztató gyerekműsor |
| - ABC Afterschool Special (ABC) (Epizód: "The Last of the Curlews") - A Picture of Us (NBC) - ABC Afterschool Special (ABC) (Epizód: "The Last of the Curlews") – Jameson Brewer - In the News (CBS) - Make a Wish (ABC) | - The Electric Company (PBS) - Szezám utca (PBS) - Zoom (PBS) - The Electric Company (PBS) – Henry Behar - The Electric Company (PBS) - Szezám utca (PBS) – Robert Myhrum - Szezám utca (PBS) – Joe Raposo - You're Not Elected, Charlie Brown (CBS)                            |
| Legjobb sportműsor | Az év műsora |
| - 1972. évi nyári olimpiai játékok (ABC) - 1972. évi nyári olimpiai játékok (ABC) – Roone Arledge - ABC's Wide World of Sports (ABC) - 1972. évi nyári olimpiai játékok (ABC) – Keith Jackson - 1972. évi nyári olimpiai játékok (ABC) – Jim McKay - ABC College Football (ABC) - NFL Monday Night Football (ABC) - Super Bowl VII (NBC) | - A War of Children (CBS) - That Certain Summer (ABC) - Long Day's Journey into Night (ABC) - The Marcus-Nelson Murders (CBS) - A vörös póni (NBC) |
| Legjobb új sorozat | Legjobb limitált sorozat |
| - America (NBC) - The Julie Andrews Hour (ABC) - Kung Fu (ABC) - MASH (CBS) - Maude (CBS) - The Waltons (CBS) | - Tom Brown's Schooldays (PBS) - The Last of the Mohicans (PBS) - Leonardo da Vinci élete (CBS) |

### Színészek

#### Főszereplők
| Legjobb férfi főszereplő (vígjátéksorozat) | Legjobb női főszereplő (vígjátéksorozat) |
| --- | --- |
| - Jack Klugman (Oscar Madison) - The Odd Couple (ABC) - Alan Alda (Hawkeye Pierce) - MASH (CBS) - Redd Foxx (Fred G. Sanford) - Sanford and Son (NBC) - Carroll O'Connor (Archie Bunker) - All in the Family (CBS) - Tony Randall (Felix Unger) - The Odd Couple (ABC) | - Mary Tyler Moore (Mary Richards) - The Mary Tyler Moore Show (CBS) (Epizód: "Put on a Happy Face") - Bea Arthur (Maude Findlay) - Maude (CBS) - Jean Stapleton (Edith Bunker) - All in the Family (CBS) |
| Legjobb férfi főszereplő (drámasorozat) | Legjobb női főszereplő (drámasorozat) |
| - Richard Thomas (John-Boy Walton) - The Waltons (CBS) - David Carradine (Kwai Chang Caine) - Kung Fu (ABC) - Mike Connors (Joe Mannix) - Mannix (CBS) - William Conrad (Frank Cannon) - Cannon (CBS) - Peter Falk (Columbo) - Columbo (NBC)                           | - Michael Learned (Olivia Walton) - The Waltons (CBS) - Lynda Day George (Lisa Casey) - Mission: Impossible (CBS) - Susan Saint James (Sally McMillan) - McMillan & Wife (NBC)                            |
| Legjobb férfi főszereplő (limitált sorozat) | Legjobb női főszereplő (limitált sorozat) |
| - Anthony Murphy (Tom Brown) - Tom Brown's Schooldays (PBS) - John Abineri (Chingachgook) - The Last of the Mohicans (PBS) - Philippe Leroy (Leonardo da Vinci) - Leonardo da Vinci élete (CBS)                                                                        | - Susan Hampshire (Becky Sharp) - A hiúság vására (PBS) - Vivien Heilbron (Rachel Verinder) - The Moonstone (PBS) - Margaret Tyzack (Bette) - Cousin Bette (PBS)                                          |

#### Mellékszereplők
| Legjobb férfi mellékszereplő (vígjátéksorozat) | Legjobb női mellékszereplő (vígjátéksorozat) |
| --- | --- |
| - Ted Knight (Ted Baxter) - The Mary Tyler Moore Show (CBS) - Edward Asner (Lou Grant) - The Mary Tyler Moore Show (CBS) - Gary Burghoff (Radar O'Reilly) - MASH (CBS) - Rob Reiner (Michael Stivic) - All in the Family (CBS) - McLean Stevenson (Henry Blake) - MASH (CBS) | - Valerie Harper (Rhoda Morgenstern) - The Mary Tyler Moore Show (CBS) (Epizód: "Rhoda Morgenstern: Minneapolis to New York") - Cloris Leachman (Phyllis Lindstrom) - The Mary Tyler Moore Show (CBS) - Sally Struthers (Gloria Stivic) - All in the Family (CBS) |
| Legjobb férfi mellékszereplő (drámasorozat) | Legjobb női mellékszereplő (drámasorozat) |
| - Scott Jacoby (Nick Salter) - That Certain Summer (ABC) - James Brolin (Dr. Steven Kiley) - Marcus Welby, M.D. (ABC) - Will Geer (Zebulon Walton) - The Waltons (CBS) | - Ellen Corby (Esther Walton) - The Waltons (CBS) - Gail Fisher (Peggy Fair) - Mannix (CBS) - Nancy Walker (Mildred) - McMillan & Wife (NBC) |

#### Egyedülálló alakítások
| Kiemelkedő egyedülálló alakítás férfi főszereplőtől | Kiemelkedő egyedülálló alakítás női főszereplőtől |
| --- | --- |
| - Laurence Olivier (James Tyrone Sr.) - Long Day's Journey into Night (ABC) - Henry Fonda (Carl Tiflin) - The Red Pony (NBC) - Hal Holbrook (Doug Salter) - That Certain Summer (ABC) - Telly Savalas (Theo Kojak) - The Marcus-Nelson Murders (CBS) | - Cloris Leachman as Victoria Douglas) - A Brand New Life (ABC) - Lauren Bacall (Margo Channing) - Applause (CBS) - Hope Lange (Janet Salter) - That Certain Summer (ABC) |

### Rendezők
| Legjobb rendező (vígjátéksorozat) | Legjobb rendező (drámasorozat) |
| --- | --- |
| - The Mary Tyler Moore Show (CBS) (Epizód: "It's Whether You Win or Lose") – Jay Sandrich - All in the Family (CBS) (Epizód: "The Bunkers and the Swingers") – John Rich, Bob LaHendro - MASH (CBS)(Epizód: "Pilot") – Gene Reynolds                    | - Kung Fu (ABC) (Epizód: "An Eye for an Eye") – Jerry Thorpe - Columbo (NBC) (Epizód: "Matt két lépésben") – Edward M. Abroms - The Waltons (CBS) (Epizód: "The Love Story") – Lee Philips                                                                    |
| Legjobb rendező (varietésorozat) | Legjobb rendező (varieté különkiadás) |
| - The Julie Andrews Hour (ABC) (Epizód: "Lisa Doolittle and Mary Poppins") – Bill Davis - The Flip Wilson Show (NBC) (Epizód: "Roberta Flack and Burt Reynolds") – Tim Kiley - The Sonny & Cher Comedy Hour (CBS) (Epizód: "Mike Connors") – Art Fisher | - Liza with a Z (NBC) – Bob Fosse - Duke Ellington... We Love You Madly (CBS) – Stan Harris - Get Happy (NBC) – Martin Charnin, Dave Wilson - Once Upon a Mattress (CBS) – Dave Powers, Ron Field - You're a Good Man, Charlie Brown (CBS) – Walter C. Miller |
| Legjobb rendező (különkiadás) | |
| - The Marcus-Nelson Murders (CBS) – Joseph Sargent - That Certain Summer (ABC) – Lamont Johnson - A War of Children (CBS) – George Schaefer | |

### Forgatókönyvírók
| Legjobb forgatókönyv (vígjátéksorozat) | Legjobb forgatókönyv (drámasorozat) |
| --- | --- |
| - All in the Family (CBS) (Epizód: "The Bunkers and the Swingers") – Michael Ross, Bernard West, Lee Kalcheim - MASH (CBS) (Epizód: "Pilot") – Larry Gelbart - The Mary Tyler Moore Show (CBS) (Epizód: "The Good-Time News") – Allan Burns, James L. Brooks | - The Waltons (CBS) (Epizód: "The Scholar") – John McGreevey - Columbo (NBC) (Epizód: "Fekete etűd") – Steven Bochco - The Waltons (CBS) (Epizód: "The Love Story") – Earl Hamner Jr.                                                            |
| Legjobb forgatókönyv (varieté különkiadás) | Legjobb rendező (varietésorozat) |
| - Acts of Love and Other Comedies (ABC) - The Lily Tomlin Show (CBS) - Liza with a Z (NBC) | - The Carol Burnett Show (CBS) (Epizód: "Steve Lawrence and Lily Tomlin") - The Flip Wilson Show (NBC) (Epizód: "Sammy Davis Jr., Ed Sullivan and Marilyn Michaels") - The Julie Andrews Hour (ABC) (Epizód: "Eliza Doolittle and Mary Poppins") |
| Legjobb eredeti forgatókönyv (drámaműsor) | Legjobb adaptált forgatókönyv (drámaműsor) |
| - The Marcus-Nelson Murders (CBS) – Abby Mann - Hawkins on Murder (CBS) – David Karp - That Certain Summer (ABC) – Richard Levinson, William Link | - The House Without a Christmas Tree (CBS) – Eleanor Perry - Go Ask Alice (ABC) – Ellen M. Violett - The Red Pony (NBC) – Robert Totten and Ron Bishop                                                                                           |

## Fordítás
- Ez a szócikk részben vagy egészben  a(z)   25th Primetime Emmy Awards című angol Wikipédia-szócikk fordításán alapul.  Az eredeti cikk szerkesztőit annak laptörténete sorolja fel. Ez a jelzés csupán a megfogalmazás eredetét és a szerzői jogokat jelzi, nem szolgál a cikkben szereplő információk forrásmegjelöléseként.